# Luis Pérez Maqueda
Luis Jesús Pérez Maqueda (Utrera, Sevilla, 4 de gener de 1995) és un futbolista professional espanyol que juga com a defensa al Reial Valladolid.

## Carrera de club
Pérez es va formar al planter del Sevilla FC, i va debutar amb el Sevilla FC C la temporada 2014–15, a Tercera Divisió. També va jugar amb el Sevilla Atlético a Segona Divisió B durant la temporada, en dos partits.
El 12 de juliol de 2015, Pérez fou cedit al Real Jaén, per dos anys. Després d'haver estat titular indiscutible durant la la temporada 2015-16, signà contracte per l'Elx CF de Segona Divisió l'11 de juliol de 2016.
Pérez va debutar com a professional el 3 de setembre de 2016, tot entrant a la segona part per substituir Javi Noblejas en una victòria per 3–1 a casa contra el CD Tenerife. El 21 de juliol de l'any següent, després que l'equip baixés, signà contracte per tres anys amb el CD Tenerife.
El 23 de juliol de 2020, Pérez signà per tres anys amb el Reial Valladolid de La Liga.